# 欧州検察庁
欧州検察庁（おうしゅうけんさつちょう、英: European Public Prosecutor's Office、EPPO）は、リスボン条約に基づき、欧州連合（EU）の全27加盟国の内、22ヶ国の間で高度化協力の方式に従って組織される、2020年に設立のEUの独立機関である。
ルクセンブルク市キルシュベルグの、欧州司法裁判所（ECJ）および欧州会計監査院 （ECA）の近くに置かれる。

## 参加国

参加国
不参加国

- オーストリア
- ベルギー
- クロアチア
- キプロス
- チェコ
- エストニア
- フィンランド
- フランス
- ドイツ
- ギリシャ
- イタリア
- ラトビア
- リトアニア
- ルクセンブルク
- マルタ
- オランダ
- ポーランド
- ポルトガル
- ルーマニア
- スロバキア
- スロベニア
- スペイン

### 不参加国
未参加だが、いつでも各国の意思で参加可能。
- ハンガリー
- スウェーデン

欧州検察庁の基盤となる、EU自由・安全・司法の枠組みに不参加。
- デンマーク
- アイルランド